# Pleine-Sève
Pleine-Sève ist eine französische Gemeinde mit 129 Einwohnern (Stand: 1. Januar 2022) im Département Seine-Maritime in der Region Normandie. Sie gehört zum Arrondissement Dieppe und zum Kanton Saint-Valery-en-Caux und ist Teil des Kommunalverbands Côte d’Albâtre. Seit März 2008 ist Daniel Frebourg Bürgermeister. Die Einwohner werden Pleinesevais genannt.

## Geographie
Pleine-Sève ist kleines ein Bauerndorf im Tal der Durdent im Naturraum Pays de Bray. Es liegt 34 Kilometer südwestlich von Dieppe an der Kreuzung der Route départementale 70 mit der Route départementale 20.

### Nachbargemeinden
| Cailleville    | Cailleville Gueutteville-les-Grès | Gueutteville-les-Grès |
| Néville Drosay | Kompass                           | Le Mesnil-Durdent     |
| Drosay         | Sainte-Colombe                    | Sainte-Colombe        |

## Bevölkerungsentwicklung
Die Bevölkerungsanzahl ist durch Volkszählungen seit 1793 bekannt. Die Einwohnerzahlen bis 2005 werden auf der Website der École des Hautes Études en Sciences Sociales veröffentlicht.
| Jahr | Bevölkerungsanzahl |
| ---- | ------------------ |
| 1962 | 118                |
| 1968 | 111                |
| 1975 | 93                 |
| 1982 | 137                |
| 1990 | 125                |
| 1999 | 108                |
| 2006 | 116                |
| 2015 | 145                |

## Sehenswürdigkeiten
Die Kirche Saint-Joan-Baptiste (Johannes der Täufer) stammt aus dem 17. Jahrhundert und wurde 1738 umgebaut.